# Lisseurytomella flava
Lisseurytomella flava is een vliesvleugelig insect uit de familie Eulophidae. De wetenschappelijke naam is voor het eerst geldig gepubliceerd in 1900 door Ashmead.